# Suspiros de España (sèrie de televisió)
Suspiros de España és una sèrie de Televisió espanyola, que va ser emesa en la temporada 1974-1975.

## Argument
Cadascun dels episodis se centra en circumstàncies de la vida quotidiana de l'Espanya de la dècada dels 70, sense major relació argumental entre els capítols que el to de crítica costumista, centrada en els anhels i desitjos dels espanyols (d'aquí el títol), com podien ser guanyar una travessa, heretar una fortuna o trobar un amor. També donava continuïtat l'elenc d'actors que van protagonitzar aquesta ficció, interpretant un paper diferent cada setmana.

## Repartiment
- Irene Gutiérrez Caba
- Antonio Ferrandis
- Juan Diego
- Queta Claver
- Mercedes Alonso
- Carmen Maura
- Félix Rotaeta

## Premis
- TP d'Or 1974 a la Millor Actriu per Irene Gutiérrez Caba.